# Thomas Nader
Thomas Nader (* 15. Februar 1959 in Wien) ist ein österreichischer Diplomat; er war von 2007 bis 2012 österreichischer Botschafter in Kairo und von 2012 bis 2017 Botschafter in Dublin, wohin er im Jahr 2020 zurückgezogen ist.

## Leben
Thomas Nader studierte Rechts- und Wirtschaftswissenschaft an der Universität Wien. Sein Studium schloss er 1981 mit einem Doctor iuris ab. Von 1982 bis 1984 besuchte Thomas Nader die Diplomatische Akademie Wien, von 1984 bis 1985 das College of Europe in Brügge. Einen Magister der Sozial- und Wirtschaftswissenschaften (Mag. rer. soc. oec) erhielt er 1987.
Er ist verheiratet und hat drei Kinder.

## Diplomatischer Werdegang
Seit 1985 arbeitet Thomas Nader für das österreichische Außenministerium. Auslandseinsätze hatte er 1986 in der österreichischen Botschaft in Stockholm als Mitglied der Konferenz über Sicherheits- und Vertrauensbildende Maßnahmen und Abrüstung in Europa (KVAE), einer Folgekonferenz der Konferenz über Sicherheit und Zusammenarbeit in Europa (KSZE), von 1987 bis 1990 in der Botschaft in Canberra, von 1990 bis 1994 in der Ständigen Vertretung Österreichs bei der Europäischen Union in Brüssel und von 1994 bis 1998 in der Botschaft in Oslo.
Von 2001 bis 2004 war er im Außenministerium in der Abteilung für Multilaterale Entwicklungszusammenarbeit eingesetzt, von 2005 bis 2007 war er Leiter dieser Abteilung.
Vom 1. August 2007 bis zum 15. Oktober 2012 war er österreichischer Botschafter in Ägypten, mitakkreditiert für Eritrea und den Sudan. Vom 2. November 2012 bis 2017 war Thomas Nader als Nachfolger von Walter Hagg Botschafter in Irland. Sein Nachfolger in Dublin wurde Helmut Freudenschuss. Zurück in Wien war Thomas Nader im Außenministerium Abteilungsleiter der Abteilung  II.6 (Naher und Mittlerer Osten, südliche Nachbarschaftspolitik der EU). Seit Juli 2020 ist er wieder Botschafter in Dublin.

## Auszeichnungen
- 1999: Goldenes Ehrenzeichen für Verdienste um die Republik Österreich[1]